# Quận Jim Hogg, Texas
Quận Jim Hogg (tiếng Anh: Jim Hogg County) là một quận trong tiểu bang Texas, Hoa Kỳ. Quận lỵ đóng ở thành phố Hebbronville6. Theo kết quả điều tra dân số năm  2000 của Cục điều tra dân số Hoa Kỳ, quận có dân số 5281 người.
Jim Hogg được đặt tên theo James Stephen Hogg, một thống đốc Texas.

## Thông tin nhân khẩu
Theo điều tra dân số 2 năm 2000, quận đã có dân số 5.281 người, 1.815 hộ, và 1.359 gia đình sống trong quận. Mật độ dân số là 5 người trên một dặm vuông (2/km ²). Có 2.308 đơn vị nhà ở với mật độ trung bình là 2 cho mỗi dặm vuông (1/km ²). Cơ cấu dân tộc ở quận như sau: 80,44% người da trắng, 0,45% da đen hay Mỹ gốc Phi, 0,78% người Mỹ bản xứ, 0,21% người châu Á, 15,83% từ các chủng tộc khác, và 2,29% từ hai hoặc nhiều chủng tộc. 89,98% dân số là người Hispanic hay Latino thuộc chủng tộc nào.
Có 1.815 hộ, trong đó 38,50% có trẻ em dưới 18 tuổi sống chung với họ, 55,20% là các cặp vợ chồng sống với nhau, 14,60% có chủ hộ là nữ không có mặt chồng, và 25,10% là không lập gia đình. 23,40% của tất cả các hộ gia đình đã được tạo thành từ các cá nhân và 12,30% có người sống một mình 65 tuổi trở lên đã được người. Bình quân mỗi hộ là 2,89 và cỡ gia đình trung bình là 3,43.
Trong quận, độ tuổi dân số gồm 31,60% ở độ tuổi dưới 18, 8,10% 18-24, 24,60% 25-44, 21,10% 45-64, và 14,60% người 65 tuổi trở lên. Tuổi trung bình là 34 năm. Cứ mỗi 100 nữ có 96,70 nam giới. Cứ mỗi 100 nữ 18 tuổi trở lên, đã có 92,10 nam giới.
Thu nhập trung bình cho một hộ gia đình trong quận đã được $ 25.833, và thu nhập trung bình cho một gia đình là $ 29,844. Nam giới có thu nhập trung bình $ 28.150 so với 18.750 $ cho phái nữ.